# Triceratorhynchus viridiflorus
Triceratorhynchus viridiflorus är en orkidéart som beskrevs av Victor Samuel Summerhayes. Triceratorhynchus viridiflorus ingår i släktet Triceratorhynchus och familjen orkidéer. Inga underarter finns listade i Catalogue of Life.